# Ministère de la Défense (Haut-Karabagh)
Pour les articles homonymes, voir Ministère de la Défense.
Le ministère de la Défense (arménien : Պաշտպանության նախարարություն ; russe : Министерство обороны) est un organe d'administration du Haut-Karabagh (république d'Artsakh).